# Никольский (Ростовская область)
Никольский — хутор в Заветинском районе Ростовской области.
Административный центр Никольского сельского поселения.

## История
Дата основания не установлена. Предположительно основан в конце XIX века. Первоначально хутор относился к юрту станицы Атаманской Сальского округа Области Войска Донского. Согласно данным первой всеобщей переписи населения Российской империи 1897 года в хуторе проживало 86 душ мужского и 91 женского пола. Хутор располагался у границы Области Войска Донского и Астраханской губернии.
Согласно Всесоюзной переписи населения 1926 года хутор являлся центром Никольского сельсовета Заветинского района Сальского округа Северо-Кавказского края, население хутора составило 546 человека, в т.ч. 479 великороссов и 33 калмыка

## География
Хутор расположен в сухих степях на севере Заветинского района, на правом берегу реки  Джурак-Сал, у подножия одного из отрогов Ергенинской возвышенности, относящейся к Восточно-Европейской равнине, на высоте около 70 метров над уровнем моря. Рельеф местности холмисто-равнинный. В границах хутора расположена старица реки Джурак-Сал. Почвы пойменные засоленные и каштановые солонцеватые и солончаковые.
По автомобильным дорогам расстояние до областного центра города Ростов-на-Дону - 380 км, до районного центра села Заветное - 23 км. К хутору имеется подъезд (2 км) от региональной автодороги Заветное - Дубовское.

### Климат
Для хутора, как и для всего Заветинского района характерен континентальный, засушливый климат, с жарким летом и относительно холодной и малоснежной зимой (согласно классификации климатов Кёппена - Dfa). Среднегодовая температура воздуха положительная и составляет + 9,2 °C, средняя температура самого жаркого месяца июля + 24,4 °C, средняя температура самого холодного месяца января -5,6 °C. Расчётная многолетняя норма осадков - 355 мм, наибольшее количество выпадает в июне (41 мм), наименьшее в марте и октябре (по 22 мм). 
Часовой пояс
Никольский, как и вся Ростовская область, находится в часовой зоне МСК (московское время). Смещение применяемого времени относительно UTC составляет +3:00.

## Население
| 1897 | 1915 | 1926 | 2002 |
| ---- | ---- | ---- | ---- |
| 177  | 448  | 546  | 854  |

| 2010 |
| ---- |
| 747  |

## Улицы
- ул. Колесова,
- ул. Кольцевая,
- ул. Майская,
- ул. Набережная,
- ул. Победы,
- ул. Сын Булатова,
- ул. Школьная,
- ул. Юбилейная,
- пер. Новый,
- пер. Шоссейный,
- проезд Никольский.